# Choi Jin-sil
Choi Jin-sil (koreanska: 최진실, 崔眞實), född den 24 december 1968 i Seoul och död den 2 oktober 2008 i Seocho-gu i Seoul (självmord), var en sydkoreansk skådespelare och modell. Choi blev känd i slutet av 1980-talet genom reklamfilmer och tv-serier. Hennes första större roll var i ett tv-drama om Koreas historia. Under de följande decennierna blev hon en av landets mest kända och uppskattade skådespelare.